# (2249) Yamamoto
(2249) Yamamoto és un asteroide pertanyent al cinturó d'asteroides, descobert el 6 d'abril de 1942 per Karl Wilhelm Reinmuth des de l'Observatori de Heidelberg-Königstuhl, a Alemanya.
Designat provisionalment com 1942 GA. Va ser anomenat Yamamoto en honor de l'astrònom japonès Issei Yamamoto.